# کاخ مرجان کیش
کاخ مرجان کیش مربوط به دوره پهلوی دوم است و در جزیره کیش، شهرستان بندرلنگه، استان هرمزگان واقع شده است. این اثر در تاریخ ۲۱ اردیبهشت ۱۳۸۸ با شمارهٔ ثبت ۲۶۵۷۹ به‌عنوان یکی از آثار ملی ایران به ثبت رسیده است.